# قهرمانان (فیلم ۱۹۹۹)
قهرمانان (به انگلیسی: The Protagonists) یک فیلم دلهره‌آور و جنایی محصول سال ۱۹۹۹ سینمای ایتالیا به نویسندگی و کارگردانی لوکا گوادانینو در اولین کارگردانی خود است. تیلدا سوینتن و فابریتسیا ساکی در این فیلم به ایفای نقش پرداخته‌اند.
این فیلم اولین نمایش جهانی خود را در پنجاه و ششمین جشنواره بین‌المللی فیلم ونیز در ۸ سپتامبر ۱۹۹۹ داشت. این فیلم در ۱۰ سپتامبر ۱۹۹۹ در ایتالیا اکران شد. در ۱۳ اکتبر ۲۰۱۴ توسط آرجنگ فیلمز در بریتانیا به صورت دی‌وی‌دی منتشر شد.

## داستان
این فیلم داستان یک گروه فیلمبرداری ایتالیایی را روایت می‌کند که در لندن هستند و در حال بازسازی زندگی واقعی سرآشپز مصری محمد السید توسط دو جوان ۱۹ ساله جیمی پترولینی و ریچارد السی در سال ۱۹۹۴ هستند.

## تولید
تولید این فیلم در سال ۱۹۹۸ آغاز شد و فیلمبرداری اصلی آن در لندن انجام شد.

## واکنش انتقادی
این فیلم نقدهای منفی منتقدان را دریافت کرد.